# 상가희
상가희(尙可喜, 1604.8.25.-1676.12.4.)는 자(字)는 원길(元吉), 호(號)는 진양(震陽)이다. 처음에는 명(明) 동강군(東江軍) 장령이었으나, 후에 후금(後金)에 투항하여 청초 5명의 한왕(漢王) 가운데 한 명이 되었다. 본적은 산서성(山西省) 평양부(平陽府) 홍동현(洪洞縣)이었으나, 이후에 북직례(北直隷) 진정부(眞定府) 형수현(衡水縣)으로 옮겼다. 만력(萬曆) 4년(1576) 조부 상계관(尙繼官)은 요동도사(遼東都司) 해주위(海州衛, 오늘날 요녕성 해성海城)으로 옮겼다. 만력 32년(1604) 태어났으며, 아버지 상학례(尙學禮)를 따라 동강군에 가입하였고 공적을 쌓아 부총병(副總兵)에 이르렀다. 숭정(崇禎) 7년(1634) 후금에 투항하였고, 총병 직함을 받았다. 숭정 9년(1636) 지순왕(智順王)에 봉해졌다. 순치(順治) 6년(1649) 평남왕(平南王)에 봉해졌다. 강희(康熙) 14년(1675) 평남친왕(平南親王)으로 승진되었다. 강희 15년(1676) 사망하였다. 시호는 경(敬)이다.

## 아버지와 형제
아버지 상학례는 명 만력 2년(1574)에 태어났으며, 어려서 아버지 상계관을 따라 요동 해주위로 이전하였다. 요양(遼陽)이 함락되자 가족들은 곤란에 처하였다. 마침내 요동순무(遼東巡撫) 왕화정(王化貞)에게 투항하였고 천총(千總) 직함을 받았으며, 명 장수 모문룡(毛文龍)을 따라 적의 후방에 깊이 들어갔고, 진강(鎭江)을 습격하여 진강대첩(鎭江大捷)(1621)을 거뒀다. 모문룡이 동강(東江)에 진을 친 후, 상학례는 누차 모문룡의 작전을 따라 공을 세워 도사(都司)에 이르렀다. 천계(天啓) 4년 음3월 24일(1624.5.11.) 상학례는 선성(旋城, 오늘날 요녕성 장하시莊河市)을 순라하였을 때에 후금의 군대와 조우하여 전투하였으나 전사하였다.
상가희의 큰형 상가진(尙可進)은 만력 23년(1596)에 태어났으며 또한 요동의 명장이 되었으나, 숭정 6년(1633) 후금에 대한 작전 중에 전사하였다.

## 후금에의 투항
상가희는 학문을 좋아하지 않았으나 말을 타고 활을 쏘는 것을 좋아하였으며, 지혜롭고 용감하였으며 군사에 능통하였다. 종군 이후 동강총병 모문룡 휘하에서 군무에 종사하였다. 광록도부장(廣鹿島副將)까지 이르렀다. 1629년 원숭환(袁崇煥)이 모문룡을 처형하자 피도총병(皮島總兵) 심세규(沈世奎)가 그 뒤를 이었고, 원래 모문룡 옛 부대를 배제시켰다. 명 숭정 7년(1634) 심세규는 상가희를 속여 피도에 가게 하고, 상가희가 죄를 지었다고 모함하고 음해하였다. 이 일은 상가희 부하 허이현(許爾顯) 등이 탐문하여 알게 되었고, 결국 상가희는 떠나고자 하였다. 이에 허이현과 반지부(班志富) 등의 부하를 심양(瀋陽)에 파견하여 후금과 접선하였다. 홍타이지(皇太極)는 이를 듣고 매우 기뻐하며 '하늘이 나를 돕는구나(天助我也)'라고 하였으며, 동시에 상가희의 부대 이름을 '천조병(天助兵)'이라 하였다. 상가희는 휘하 여러 장수와 관할하였던 다섯 개 섬의 군자와 무기를 들고 항해하여 항복하였다. 홍타이지는 성밖 30리까지 가서 이들을 맞이하였고 무수한 보물을 하사하였으며, 이전에 생포하거나 색출한 상가희 가문 사람 27명을 돌려 보내었다(이때 후금에서 붙잡은 100여 명 가운데 상가희 부인 2명은 난중에 자진하였음). 곧이어 총병관(總兵官)에 임명되었다.
명 숭정 9년, 청 숭덕(崇德) 원년(1636), 홍타이지는 국호를 대청(大淸)으로 바꾸고, 공유덕(孔有德)을 공순왕(恭順王), 경중명(耿仲明)을 회순왕(懷順王), 상가희를 지순왕(智順王)으로 봉하였다. 이른바 청초 삼순왕(三順王)이었던 것이다. 아울러 해주(海州)가 상가희의 봉지로 내려졌고 그의 가족과 부대는 이곳에 배치되는 등 상가희는 홍타이지로부터 극진한 대우를 받았다.
송금전투(松錦戰鬪) 중에 송산(松山)과 행산(杏山) 등지를 공격하여 전공을 세웠다. 이후 병자호란(丙子胡亂) 시기에는 도르곤(多爾袞)을 따라 조선 원정에 나섰다.

## 입관 이후 남하
명 숭정 17년, 청 순치 원년(1644), 청군을 따라 입관(入關, 청군이 산해관을 돌파한 사건)을 하였고 예친왕(豫親王) 도도(多鐸)을 따라 남하하면서 군대는 호북(湖北) 악주(鄂州, 오늘날 호북성 무창武昌)에 이르렀으며, 이후에 군대를 돌려 해주로 돌아갔다.
순치 4년(1647) 청군이 광동(廣東)을 함락하였다. 다음해 순치 5년(1648) 남창(南昌) 김성환(金聲桓)과 왕득인(王得仁)이 반청(反淸)의 거사를 일으키자, 청 광동제독(廣東提督) 이성동(李成棟) 역시 광주(廣州)에서 호응, 세 차례에 걸쳐 북상하여 감주(贛州)로 진공하였다.
순치 6년(1649) 청군이 남창을 수복하였다. 이성동은 감주 신풍현(信豊縣)에서 패배하여 말에서 떨어져 죽었고, 광동은 이성동이 남겨둔 남명(南明) 총독(總督) 두영화(杜永和)가 지키고 있었다. 상가희는 평남왕(平南王)으로 승진하였고 금인(金印)과 금책(金冊)을 하사받았으며, 정남왕(靖南王) 경중명(耿仲明)과 더불어 가족과 옛 부대를 이끌고 광동으로 진군하였다. 해주, 산해관(山海關), 천진(天津), 등주(登州), 무창(武昌), 악양(岳陽), 남소(南韶), 조경(肇慶)을 따라 마지막에는 광주로 갔다. 무창에 이르자 부하가 군법을 위반하여 경중명은 처벌을 두려워하여 자살하였고, 아들 경계무(耿繼茂)가 후임으로 들어오면서, 두 대군은 모두 평남왕의 통제를 받았다. 순치 7년(1650) 봄, 평남왕과 정남왕의 대군이 광주성에 이르렀고 장장 10개월 동안 성을 포위하였다.
그해 10월 하순, 청군의 준비 태세가 궤도에 오르자, 상가희와 경계무는 광주를 전력 공격할 것을 지시하였고, 연득성(連得成), 반지부(班志富), 곽호(郭虎), 고진고(高進庫)는 광주 서관(西關)을 함락시켰다. 11월 초, 청군은 집중 포화를 통하여 서북쪽 성벽을 무너뜨렸다. 둘째 날, 성벽이 30장 무너졌으며, 상가희와 경계무는 전선에서 친히 독전하였고, 청군이 갈라진 틈을 타서 성내로 진공하는 것을 지휘하였다. 시가전에서 명군 관병 6천여 명이 죽었고 총병 범승은(范承恩)이 생포되었다. 두영화는 대세가 기운 것을 보았다. 기록에 의하면 이후 두영화는 '백(伯) 장월(張月), 이사(李四), 이오(李五), 수사총병 오문헌(吳文獻), 은지영(殷志榮) 등과 함께 수로를 경유하여 도망갔으며, 선박 1천여 척이 일시에 바다로 나갔다(僞伯張月·李四·李五, 水師僞總兵吳文獻·殷志榮等俱由水路逃去, 大小船隻千餘一時奔竄出海)'고 전한다. 청군은 광주성을 모두 점령한 이후, 미친듯이 도살과 약탈을 자행하였다. 한 선교사는 "대학살은 11월 24일부터 12월 5일까지 지속되었다. 이들은 남녀노소를 불문하고 모두 잔혹하게 죽였으며, 다른 말은 하지 않고 '죽여라, 이 역도 만자(蠻子)들을 죽여라!'고만 말하였다"고 기록하였다. 중국 문헌에서도 순치 7년 상가희와 경계무는 '재차 광주를 돌파하여 심히 참혹하게 도륙하였기에 주민 가운데 도주하여 살아난 이들은 거의 없었다. 승려 진수(眞修)는 자주빛 옷을 하사받아서 자의승자(紫衣僧者)라고 하였는데, 일꾼을 모으고 땔감을 사고 뼈만 남은 시신을 모아 동문 밖에서 화장하였고 뼛가루를 쌓아두었는데 언덕을 이루어서 행인들이 2,3리 밖에서 보면 눈이 쌓인 것처럼 보였다. 이로 인하여 큰 구덩이를 만들어 그곳에 매장하고 공총(共塚)이라 칭하였다(再破廣州, 屠戮甚慘, 居民幾無噍類. 浮屠眞修曾受紫衣之賜, 號紫衣僧者, 募役購薪聚胔於東門外焚之, 累骸燼成阜, 行人於二三里外望如積雪. 因築大坎痤焉, 表曰共塚.)'고 전한다. 번우현(番禺縣) 출신 왕명뢰(王鳴雷)는 제문을 지었는데 그중 한 부분을 살펴보면 당일의 정황을 엿볼 수 있다.
갑신년(1644)에 왕조가 교체되면서 7년 동안 토벌과 살육이 지속되었다. 생민에게 무슨 죄가 있겠는가, 다시 온갖 재앙을 맞이하였다. 피는 하늘마저 물들였고 개미떼는 시신을 뜯어먹고 있었다. 굶주린 새는 창자를 쪼아먹고는 성 북쪽으로 날아갔다. 황량한 북풍이 불어도 모든 것이 쓸모 없는 것 뿐이었고 해골은 켜켜이 쌓여 있었다. 마치 불탑 같기도 하였고 언덕 같기도 하였다. 편방(便房)은 이미 썩어 없어지고 항문(項門)은 마르지 않았다. 처를 빼앗고자 먼저 남편을 죽였다. 남자가 여자보다 많자 들불은 흐릿하였다. 아이나 늙은이는 죽였고 젊은이는 노예가 되었다. 늙은이가 젊은이보다 많자 들불은 도르래처럼 둥글었다. 오행이 다하여 바보와 현자, 귀인이나 천민 할 것 없이 모두 하나가 되었다.(甲申更姓, 七年討殛. 何辜生民, 再遭六極. 血濺天街, 螻蟻聚食. 饑鳥啄腸, 飛上城北. 北風牛溲, 堆積髑髏. 或如寶塔, 或如山邱. 便房已朽, 項門未枯. 欲奪其妻, 先殺其夫, 男多於女, 野火模糊. 羸老就戮, 少者爲奴, 老多於少, 野火轆轤. 五行共盡, 無智無愚, 無貴無賤, 同爲一區.)(『광설해집전(鄺雪海集箋)』卷12)
광동 저명 문인 광로(鄺露)가 이때의 살육을 보고 이렇게 읊었다. 11월 광주성 함락 후 이뤄진 대학살을 광주대도살(廣州大屠殺)이라 한다. 당시 광주성 인구 약 40만 가운데 사망자는 5분의 1 정도에 해당하였다. 『광주시지(廣州市志)』에는 '약 70만 명이 사망하였다(死難70萬人)'고 기록하고 있다.

## 광주에 왕부를 세움
상가희와 경계무 두 왕은 광동성 광주(廣州)에 왕부(王府, 왕의 집무소)를 세웠다. 이들은 부하들이 현지 주민에게 해를 가하는 것을 그대로 두었다. 광동좌포정사(廣東左布政使) 호장(胡章)은 두 사람을 탄핵하는 상주를 제출, 두 왕이 부하 장사들을 풀어 신사나 부녀 할 것 없이 약탈을 하거나 모욕을 주었다고 지적했으나, 결국 두 왕은 처벌받지 않고 오히려 호장이 무고죄에 걸렸다. 이후 고요지현(高要知縣) 양옹건(楊雍建)이 중앙직 급사중(給事中)이 되자 상주를 올려 광동의 남역(濫役, 과도하게 아역을 차출)과 사세(私稅, 사사로이 세금을 거둠)의 폐해를 진술하였고, 또한 '한 성(省, 광동)이 두 번(藩, 상가희와 경계무의 번봉)을 견디지 못하니 다른 성으로 옮기길 청한다(一省不堪兩藩, 請量移他省.)'고 하였다.
1660년 경계무는 복건(福建)으로 옮겼고 상가희만이 광동에 주둔하였다.
상가희의 광주 왕부터는 현재 광주시 월수구(越秀區) 인민공원(人民公園)에 있다. 1655년 상가희는 '담질이 가끔 일어난다(痰疾時作)'는 이유로 요동으로 귀환할 것을 처음 요청하였고, 순치제는 '광동 전체가 평정되지 않았다(全粤未定)'며 만류하였다. 동남 연해에서 해적을 타격하면서 조정에서는 천계령(遷界令)을 철회하기를 요청하였고, 현지 백성들의 지지를 얻었다. 상가희는 광동 사시사세(私市私稅)에서 '매년 얻은 은량이 최소 수백만(每歲所獲銀兩不下數百萬)'이었으며, 이로써 군비 지출에 충당하였다.
강희 12년(1673) 상가희와 장남 상지신(尙之信)이 불화하여, 상가희는 다시 요동으로의 귀환과 차남 상지효(尙之孝)가 왕을 세습할 것을 요청하였다. 얼마 후 상지효는 형제의 난을 주도하였다는 것으로 인해 사퇴하였고, 강희제는 상가희의 봉지를 철회할 것을 선포하였다. 이는 삼번의 난(三藩之亂) 발생에 간접적으로 영향을 주었다.
강희 14년(1675) 정월, 상가희는 평남친왕(平南親王)으로 승진하였고, 상지효에게 세습하게 하였으며, 평남대장군(平南大將軍)도 제수되었다.
강희 15년(1676) 상지신이 군대를 이끌고 상가희의 저택을 포위하고는 광동 최고지휘권을 탈취하는 한쳔, 오삼계(吳三桂)의 반란에 호응하였다. 같은해 음10월 29일, 상가희는 광주 저택에서 향년 73세로 사망하였다. 강희제는 경(敬)이라는 시호를 내렸다. 관은 잠시 광주 대불사(大佛寺)에 안치했다가 1681년 해성 봉상산(鳳翔山)으로 귀환하여 매장하였고, 후에 다시 해성 팔리진(八里鎭) 대신촌(大新村) 문안산(文安山)으로 옮겼다. 강희제는 상가희의 운구가 고향으로 돌아와 안장되는 행렬에 친왕을 파견하여 세 차례 제사를 지냈고, 직접 공덕비문을 작성하여 하사하였으며, 4품의 좌령(佐領) 2명을 평남왕수릉(平南王守陵)에 임명하게 하였다. 이 수릉직은 민국(民國) 15년(1926)에서야 철폐되었다.
상지신은 삼번의 난에서 관망하며 광동을 지키며 실력을 보존하였다. 1677년 청애 투항한 후에는 평남왕을 세습하였고 태자태보(太子太保)에 봉해졌다. 1680년 상지신은 향년 52세에 강희제로부터 사사(賜死)되었다.

## 평가
- 강희제(康熙帝) : 평남왕 상가희는 역대로 공이 있는 집안이었고 오래도록 변방에 주둔하면서 공적과 노고가 크다. 오삼계의 반란 이후 절개와 충정을 지키고 온힘을 다하여 공무에 힘쓰면서 모략을 자주 펼치고 변방을 굳게 지키고 있는 바, 평정되는 날 서훈을 논의하도록 성지를 내린 바 있다. 번하 관병들과 성(省) 문무 관병 모두 협력동심하고 있으니 극히 충순함을 발휘하고 잇고 역적을 방어하여 행간에 노고가 크니 짐의 마음이 안타깝게 그지없는 바, 평정되는 날 모두 함께 서훈하고 포상하라.(平南王尚可喜, 累朝勳舊, 久鎭巖疆, 勞績茂著. 自吳逆叛後, 尤能篤守忠貞, 殫心籌畫, 屢抒謀略, 保固疆圉, 事平之日, 從優議敍, 已經有旨. 其藩下官兵, 及該省文武官兵, 俱能協力同心, 克效忠順, 防禦逆賊, 勞瘁行間, 朕心時切軫念, 事平之日, 俱著一幷從優敍賚.)

- 고성(顧誠) : 상가희와 경계무는 한족 동포의 선혈로써 청조 공적 장부에 '명수청사(名垂靑史, 훌륭한 이름이 역사에 길이 남다)'라고 기재되었다(尚可喜、耿继茂以汉族同胞的鲜血在清朝功劳簿上记下了“名垂青史”的一笔.)(『反諷』)[8]

## 연표
1604년(명 만력 32년) 음력 8월 초1일(1604.8.25.) 해주위(海州衛, 오늘날 요녕성 해성) 출생.
1623년(명 천계 3년) 종군.
1625년(명 천계 5년) 아버지 상학례가 후금 수도를 급습했으나 실패하여 전사함.
1633년(명 숭정 6년) 큰형 상가진이 전사함.
1634년(명 숭정 7년, 후금 천총 8년) 부대를 거느리고 항해하여 후금에 투항, 부대는 ‘천조병(天助兵)’에 봉해졌고 피로인을 돌려보내었으며 총병관(總兵官)에 봉해짐.
1636년(청 숭덕 원년) 홍타이지가 대청으로 국호를 고치고 숭덕으로 연호를 고치면서 ‘지순왕(智順王)’에 봉해졌고 군대를 해주(海州)로 옮김.

1644년(청 순치 원년) 상가희는 섭정왕 도르곤(多爾袞)을 따라 입관.
1645년(청 순치 2년) 예친왕 도도(多铎)를 따라 남하, 호북(湖北)에서 군대를 지휘한 후 해주로 다시 돌아감.
1649년(청 순치 6년) 상가희는 평남왕(平南王)에 봉해지고 금책과 금인이 하사되었으며 가족과 식구를 데리고 광동(廣東)으로 남정함.
1650년(청 순치 7년) 경계무(耿繼茂)와 함께 광주성(廣州城)을 함락하였고, 광주대도살(廣州大屠殺)을 진행, 성내 사망자가 수만 명(일설에는 70만 명, 서양인 기록에는 10만 명)에 달하였으며, 광주에 부저(府邸)를 세움.
1655년(청 순치 12년) 처음으로 요동으로 돌아가 여생을 보내겠다고 상소하였으나, 순치제가 만류하였고, 천계령(遷界令)을 중단할 것을 상소하여 준허를 받음.
1673년(청 강희 12년) 11번째로 요동 귀향을 상소하여 준허를 받았으나, 오삼계(吳三桂)가 운남(雲南)에서 반청 운동을 일으키고 경정충(耿精忠)이 거병하여 호응, 조정의 명에 따라 광동에 계속 남게 됨. 오삼계는 상가희에게 서신을 보내어 반청에 가담하라고 설득하였지만 상가희는 오삼계의 서신을 조정에 보고하여 충심을 보임.
1675년(청 강희 14년) 조정은 상가희를 평남친왕(平南親王)에 봉하였고 광주 진해루(鎭海樓)에서 화가들을 불러 7폭의 화상을 그리게 하여 남김.
1676년(청 강희 15년) 2월, 상가희의 장남 상지신(尚之信)이 군대를 일으켜 상가희의 부저를 포위하고 오삼계 반란에 가담, 같은해 10월 29일(1676.12.4.) 상가희는 광주에서 향년 73세로 사망하였음. 강희제는 경(敬)이라는 시호를 주었고 관은 광주 대불사(大佛寺)에 잠시 안치됨.
1677년(청 강희 16년) 상지신은 청군에 투항함.
1681년, 상가희의 유언에 따라 봉천(奉天) 해성(海城)에 안장됨.

## 참고문헌
- 尚可喜纪念馆

틀:中国皇帝
틀:中国皇帝

## 가족
- 아버지 상학례(尚學禮)
  - 처 : 호씨(胡氏), 서씨(舒氏), 증씨(曾氏), 양씨(楊氏)
    - 장남 : 상지신(尚之信) : 모친 호씨
    - 며느리 : 경씨(耿氏) : 상지신의 처, 정남왕(靖南王) 경계무(耿繼茂)의 딸
    - 차남 : 상지효(尚之孝)
    - 삼남 : 상지곤(尚之琨) : 모친 증씨
    - 사남 : 상지륭(尚之隆) : 모친 양씨
    - 딸 : 상씨(尚氏) : 호이합씨(虎爾哈氏) 부통아(傅通阿)의 처
    - 기타 60여 명의 자녀

## 참고자료
- 细谷良夫：〈尚可喜一族的旗籍与婚姻关系——围绕满汉关系视角〉

## 같이 보기
- 경중명
- 공유덕
- 모문룡
- 상지신
- 상지효
- 조대수